# Peter Burggräf

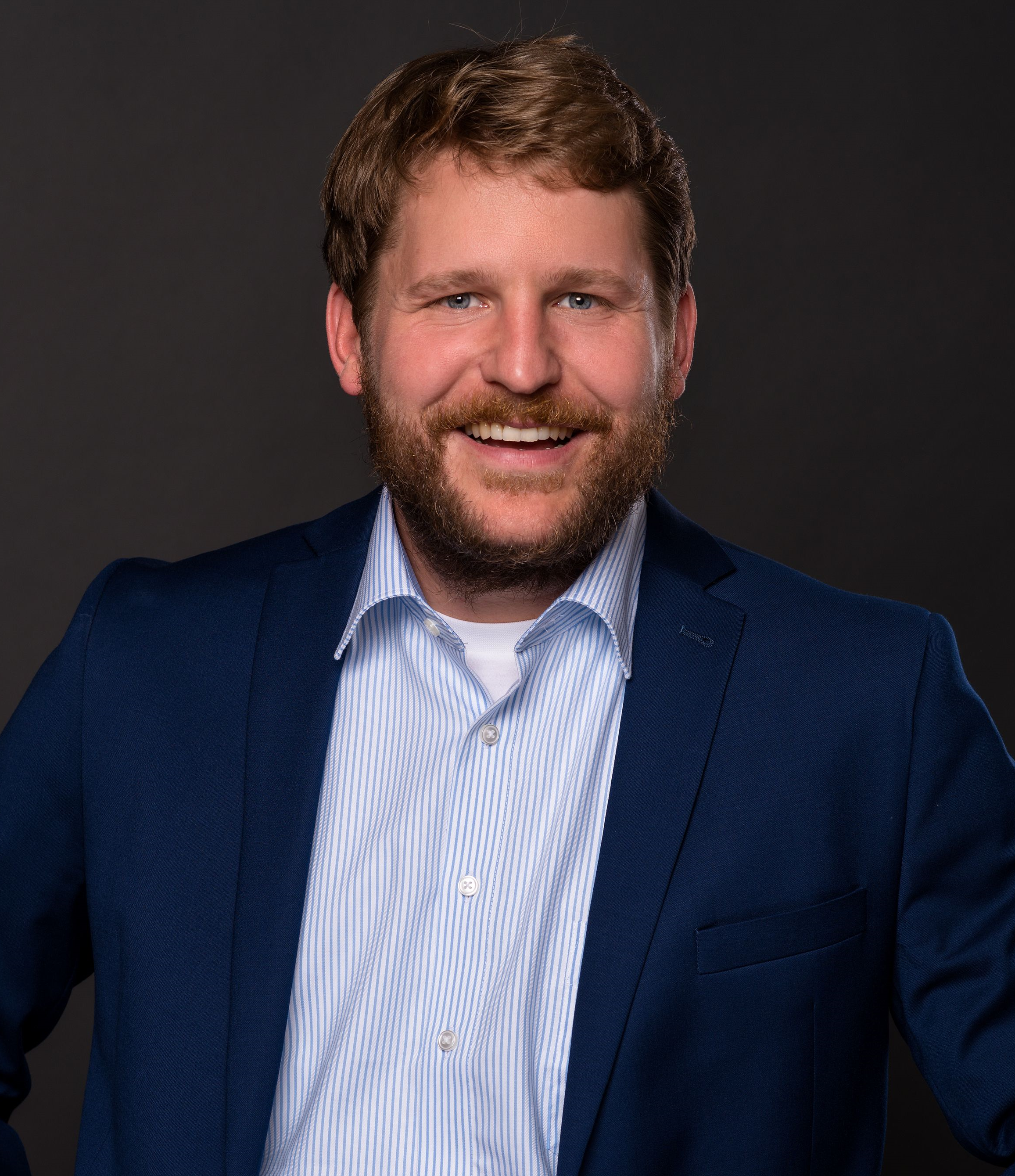
Peter Burggräf, 2017

Peter Burggräf (* 13. Juni 1980 in Remscheid) ist ein deutscher Ingenieur und seit 2017 Inhaber des Lehrstuhls für „International Production Engineering and Management“ an der Universität Siegen. Er war Mitglied im Aufsichtsrat des Elektro-Fahrzeugherstellers e.GO Mobile AG und ist Geschäftsführer der DRIVE Consulting GmbH.

## Leben
Von 2001 bis 2007 studierte Peter Burggräf Maschinenbau an der RWTH Aachen. Fünf Jahre später, im April 2012, erfolgte seine Promotion zum Doktor-Ingenieur mit Auszeichnung. Nach Studien an der RWTH Aachen und der Universität St. Gallen erwarb er seinen executive MBA. Während seiner Promotionszeit arbeitete er als wissenschaftlicher Mitarbeiter, anschließend als Gruppenleiter Fabrikplanung und ab 2011 als Oberingenieur am Werkzeugmaschinenlabor (WZL) der RWTH Aachen unter der Leitung von Achim Kampker und Günther Schuh. Während dieser Zeit wurde er im Jahr 2012 Geschäftsführer der DRIVE Consulting GmbH, ein Spin-off der RWTH Aachen zur Beratung der Industrie mit Schwerpunkt der automobilen Kleinserie und E-Mobilität. 2014 wurde er zudem Geschäftsführer der PEM Aachen GmbH.
Peter Burggräf ist Mitgründer diverser Kongresse, Industrie-Workshops und Forschungsgruppen sowie Gründer der SDFS Smarten Demonstrationsfabrik an der Universität Siegen und Initiator der Veranstaltung Building the Future.
Im April 2017 wurde er zum Professor an der Universität Siegen ernannt und hält dort den Lehrstuhl International Production Engineering and Management.
Peter Burggräf wurde zum Professor des Jahres 2019 in der Kategorie Ingenieurwissenschaften/Informatik von der UNICUM Stiftung ausgezeichnet.

## Publikationen (Auswahl)
- P. Burggräf, G. Schuh: Fabrikplanung, Handbuch Produktion und Management 4. Springer Verlag, 2021, ISBN 978-3-662-61968-1
- P. Burggräf, C. Herrmann, M. Juraschek, S. Kara: Urban production: State of the art and future trends for urban factories. In: CIRP Annals, Volume 69, Issue 2, 2020, S. 764–787; doi:10.1016/j.cirp.2020.05.003
- P. Burggräf, M. Dannapfel, D. Schneidermann, M. Ebade-Esfahani: Network-based factory planning for small and medium-sized enterprises. 2020; doi:10.1080/09537287.2020.1854885
- P. Burggräf: Wertorientierte Fabrikplanung. In: Ergebnisse aus der Produktionstechnik, Band 15/2012, Apprimus Verlag Aachen, 2012, ISBN 978-3-86359-071-0
- P. Burggräf: Kein Wettrennen – Deutschland und China in der Automobilindustrie. In: Forschung & Lehre, Jahrgang 26, Ausgabe 3, 2019, S. 234–236; Forschung&Lehre (PDF)
- P. Burggräf, J. Wagner, B. Koke: Artificial intelligence in production management: A review of the current state of affairs and research trends in academia. In: International Conference on Information Management and Processing (ICIMP), 12-14 January 2018, London, United Kingdom, IEEE (2018) S. 82–88; doi:10.1109/ICIMP1.2018.8325846
- A. Kampker, G. Schuh, P. Burggräf, C. Nowacki, M. Swist: Cost innovations by integrative product and production development. In: CIRP Annals – Manufacturing Technology, 2012, 61, 1, S. 431–434, ISSN 0007-8506.